# Açude Coremas-Mãe d'Água

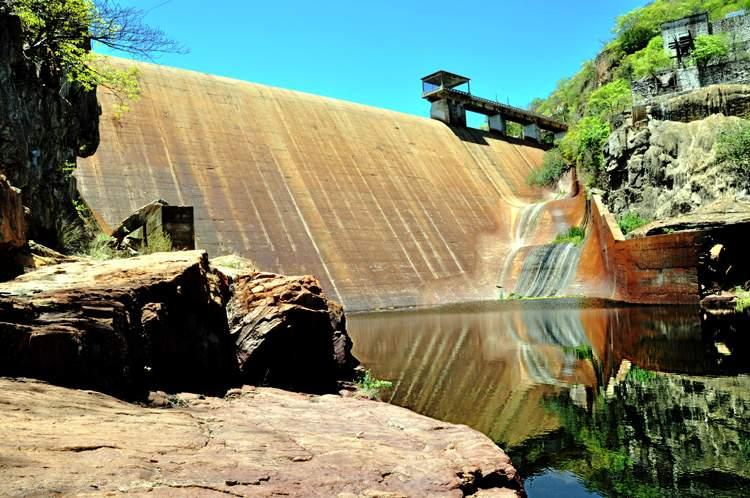
Época das secas, sem “sangria”

O Açude Coremas-Mãe d'Água, oficialmente denominado Açude Estevam Marinho, é uma barragem localizada na microrregião de Piancó, Na cidade de Coremas no estado brasileiro da Paraíba. Esse açude beneficia 112 municípios espalhados pela Mesorregião do Sertão Paraibano.

## História
A construção foi executada pelo DNOCS, que no dia 8 de abril de 1937 iniciou a maior obra de engenharia brasileira da época, a qual foi concluída no dia 8 de maio de 1942, tendo como responsável o engenheiro potiguar Estevam Marinho (1896–1953). Na época, Coremas–Mãe d'Água foi considerada a maior barragem do Brasil, assim permanecendo até 1960, quando foi inaugurada a Barragem de Orós.
Essa barragem teve grande importância na vida das pessoas naquela região e no aproveitamento do potencial hídrico da Paraíba, a ponto de receber três visitas presidenciais: Getúlio Dornelles Vargas em 16 de outubro de 1940, Eurico Gaspar Dutra em 1º de outubro de 1949 e Juscelino Kubitschek em 15 de janeiro de 1957.

## Características

### Mar no sertão
Embora o Açude Coremas tenha sido construído através do barramento do Piancó, enquanto
que o de Mãe d’Água através do barramento do rio Aguiar, ambos os reservatórios estão tão próximos que formam um único espelho d'água através do canal vertedor de 237 metros, com capacidade máxima de transposição de doze metros cúbicos de água por segundo.
Juntos somam uma capacidade máxima de acumulação de 1,358 bilhões de metros cúbicos e uma bacia hidrográfica de 8.700,34 km², formando um “mar no sertão”. Por tanto, é a maior reserva hídrica do estado da Paraíba e a quinta maior do Brasil.

### Dados da barragem
- Tipo da obra: terra zoneada com cortina central de concreto armado.
- Capacidade: 720 milhões[3]  de metros cúbicos
- Bacia Hidrográfica: rios Piancó  e Piranhas–Açu
- Deflúvio anual médio: 632.1 milhões de metros cúbicos
- Localização: municípios de Coremas e Piancó
- Pluviosidade média anual: 860mm
- Coeficiente de deflúvio: 9,2%
- Altura máxima: 47m
- Extensão: 1550m